# (29156) 1989 CH
1989 سي إتش (ويعرف أيضًا باسم (29156) 1989 سي إتش وفق تسمية الكوكب الصغير) (بالإنجليزية: 1989 CH)‏ هو كويكب ضمن حزام الكويكبات؛ وترتيبه 29156 من حيث الاكتشاف.
اكتُشف هذا الجُرم الفلكي بواسطة هيروشي كانيدا في 3 فبراير 1989.

## وصلات خارجية
- (29156) 1989 CH في قاعدة بيانات مختبر الدفع النفاث لأجرام النظام الشمسي الصغيرة

- الاكتشاف · مخطط المدار ·  العناصر المدارية · المعلمات المادية

- (29156) 1989 CH على موقع ويكي سكاي: DSS2, SDSS, GALEX, IRAS, Hydrogen α, X-Ray, Astrophoto, Sky Map, Articles and images